# HD 11928
HD 11928 eller HR 564, är en ensam stjärna belägen i södra delen av stjärnbilden Triangeln. Den har en skenbar magnitud av ca 5,85 och är svagt synlig för blotta ögat där ljusföroreningar ej förekommer. Baserat på parallax enligt Gaia Data Release 3 på ca 6,14 mas beräknas den befinna sig på ett avstånd av ca 530 ljusår (ca 163 parsec) från solen. Den rör sig närmare solen med en heliocentrisk radialhastighet av ca -2 km/s. På dess nuvarande avstånd minskas stjärnans ljusstyrka genom skymning av interstellärt stoft med 0,13 magnitud och den har en absolut magnitud på +0,11.

## Observation
År 1997 observerade Hipparcos-satelliten att stjärnan varierade från 5,89 till 5,93 i Hipparcos passband. Ytterligare observationer av Koen & Eyer visar att HD 11928 varierar mellan 5,84 och 5,85 i det visuella passbandet med en period av 50,7 dygn. Sedan 2004 har dock dess variabilitet inte bekräftats (2024), men den misstänks fortfarande vara variabel. 

## Egenskaper
HD 11928 är en röd till orange jättestjärna av spektralklass M2 III, som för närvarande ligger på  den asymptotiska jättegrenen och genererar energi genom nukleär fusion av väte- och heliumskal kring en inert kolkärna. Den har en radie av ca 53 solradier och utsänder energi från dess fotosfär motsvarande ca  485 gånger solen vid en effektiv temperatur av ca 3 700 K.